# 小島幸子と小林ゆうの日本橋天女放送局
小島幸子と小林ゆうの日本橋天女放送局（こじまさちことこばやしゆうのにほんばしてんにょほうそうきょく）は、テレビアニメ『落語天女おゆい』に関連したインターネットラジオ番組。パーソナリティは、飛鳥山雅役の小島幸子と、千石涼役の小林ゆう。
2006年1月から5月までTE-A roomで配信されていた。全12回。

## コーナー
- ふつおた
- 落語天女になりたい

二人で大喜利をやる。構成作家の森永たまちこと三重野瞳が、『たま姉』として参加し、進行を行った。
- 日本橋高校お絵かき部

リスナーが投稿する情報を元に、二人が新しい妖魔をデザインする。小島幸子曰く、大人気コーナー。
- 千鳥がなく

リスナーの悩みを解決する。コーナーの最後に、パーソナリティーが役名になりきって悩みを一刀両断にする。

## ゲスト
- 後藤沙緒里(月島唯役)第7・8回